# Zólyomi Dávid
Zólyomi Dávid (1600 körül – Kővár, 1649. augusztus 1.) Bihar vármegyei nagybirtokos nemes, Bethlen István erdélyi fejedelem veje.

## Élete
Apja Zólyomi II. Miklós, anyja Daróczy Zsófia volt. Katonai pályáját Bethlen Gábor oldalán kezdte. 1626-ban a mezei hadak főkapitánya és háromszéki főkapitány lett, 1629-ben feleségül vette Bethlen István leányát, Bethlen Katát, akitől utóbb két gyermeke született: Krisztina (Perényi Gábor felesége), valamint III. Miklós (1635-1664).
Bethlen Gábor halála után, 1630-ban Brandenburgi Katalinnal szemben foglalt állást, s nagy része volt abban, hogy a trónt végül is I. Rákóczi György nyerte el. 1631-ben sógorával, Bethlen Péterrel együtt visszaverte Rakamaznál Esterházy Miklós nádor hadait, amelyek a fejedelemség elfoglalására indultak. 1632-ben leverte a Császár Péter vezette parasztfelkelést. Rákóczival való viszonya azonban egyre romlott, olyannyira, hogy 1632-ben esetleges menekülése érdekében levelezést kezdett a budai pasával. 1633. április 4-én Rákóczi elfogatta s hűtlenség és hatalmaskodás címén az országgyűléssel fő- és jószágvesztésre ítéltette, majd életének megkegyelmezve életfogytiglan Kővár várába záratta.
Bethlen Katalinnal kötött házasságából született fia, Zólyomi Miklós, akinek gyermektelensége folytán kihalt a Zólyomi család férfiága.
Birtokai közé tartozott neje után Nagykereki, Székelyhíd és Micske is. Halála után a fejedelem nejét iktári Bethlen Katalint meghagyta nagykereki és micskei birtokaiban, majd a család kihalása (1722) után birtokai is a kincstárra szálltak.